# Marc Evan Jackson

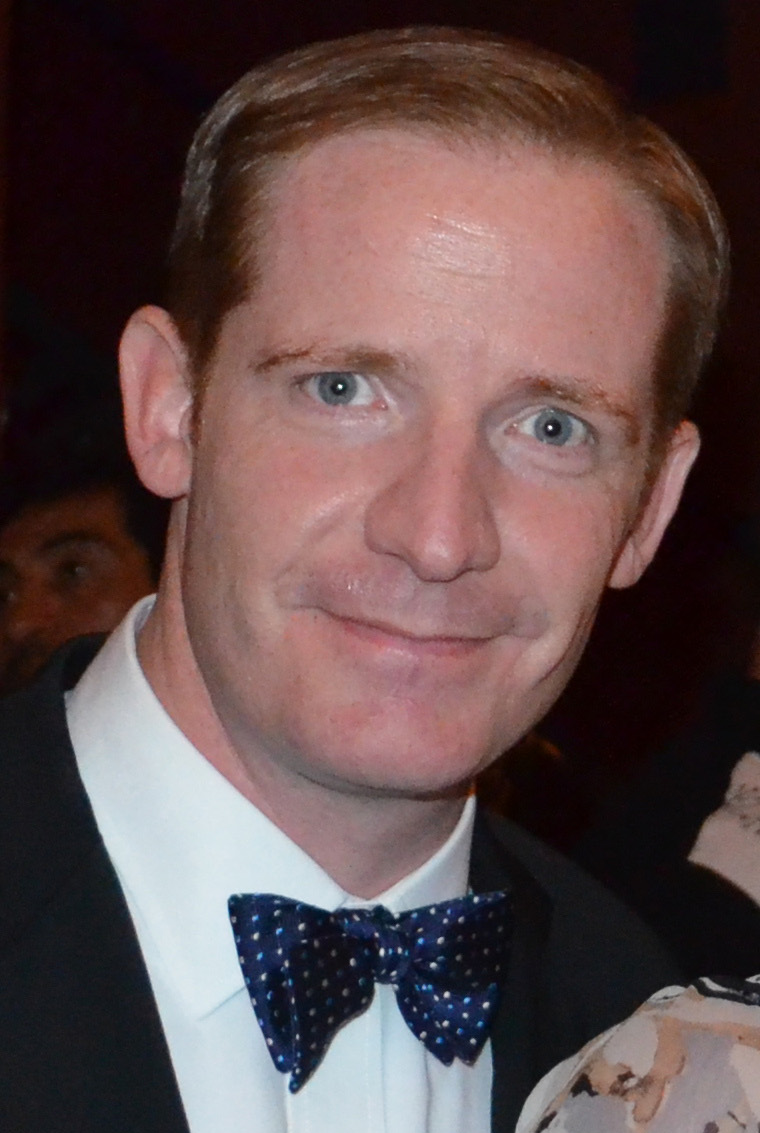
Marc Evan Jackson (2012)

Marc Evan Jackson (* 21. August 1970 in Buffalo, New York) ist ein US-amerikanischer Schauspieler, Improvisationsdarsteller und Komiker. Bekanntheit erlangte er vor allem durch seine Serienrollen als Trevor Nelsson in Parks and Recreation und als Kevin Cozner aus Brooklyn Nine-Nine.

## Leben und Karriere
Marc Evan Jackson wurde in Buffalo, im US-Bundesstaat New York geboren, und wuchs anschließend mit einem Bruder und einer Schwester in Amherst auf. Dort schloss er 1988 die Amherst Central High School erfolgreich ab und besuchte daraufhin das Calvin College, welches er 1992 mit einem Master in Philosophie als Hauptfach und in Politikwissenschaften und Umweltstudien als Nebenfächer, abschloss. Schon während der Studienzeit nahm er an ersten Theateraufführungen teil.
Nach dem Abschluss arbeitete Jackson zunächst einige Jahre auf Decks von Segelschiffen, sogenannten Schoners, etwa in Michigan und als Erster Maat auf der Mercantile in Maine. Parallel dazu arbeitete er für WGVU West Michigan Public Broadcasting, einem Radiosender, wo er 1997 die Morgenshow übernahm.
Jackson begann seine Karriere 1998 als Teil der River City Improv, die mit dem Calvin College assoziiert ist, nachdem er die Probe mit einer Klavierimpro bestand. Später trat er der The Second City Detroit. Mit ihr trat er 1999 in der Show Phantom Menace to Society auf.
Im Jahr 2001 zog Jackson nach Los Angeles, wo er zunächst bei der Second City Hollywood Improvisation unterrichtete. Dort trat er 2003 der Improgruppe The 313 bei, die ihren Namen von der Telefonvorwahl Detroits hat, der Stadt aus der ein Großteil der Gründer, etwa Keegan-Michael Key, Larry Joe Campbell oder Maribeth Monroe, ursprünglich stammte. Bis heute tritt die Gruppe auf Comedyfestivals, darunter in Las Vegas und San Francisco, auf.
Bei der Second City Hollywood traf Jackson auf Mark Gagliardi und Ben Acker, die ihn zu den ersten Proben für Thrilling Adventure Hour, eine Bühnenproduktion, in der Jackson die Rolle des Sparks Nevada übernahm. Seit 2005 wurde die Show live aufgeführt, seit 2011 wird sie komplett als Podcast veröffentlicht. Zusammen mit Carrie Clifford bilden er und sie das Duo Sky & Nancy Collins, die aus dem Orange County in Kalifornien stammen und auf Anraten der Freunde sich erstmals in Stand-up-Comedy versuchen, weil diese sie lustig finden. Das Duo trat bereits in verschiedenen Comedyformaten auf.
Im Jahr 2000 übernahm Jackson seine erste Rolle vor der Kamera, nachdem er eine kleine Rolle im Film Garage: A Rock Saga spielte. In der Folge trat er vor allem in Gastrollen in US-Serien auf, darunter Immer wieder Jim, Carpoolers, Reno 911!, Vamped Out, Psych, Karate-Chaoten, Happy Endings, 2 Broke Girls, Arrested Development, The Middle, Modern Family, Workaholics, The League, Masters of Sex, Man Seeking Woman, Rizzoli & Isles, Black-ish, Kings of Con, Lass es, Larry!, GLOW oder The 5th Quarter. Hinzu kommen zahlreiche Auftritte in Filmen, vor allem in Komödien. Zu den bekanntesten zählen etwa Melvin Goes to Dinner, Slammin’ Salmon – Butter bei die Fische!, Transformers – Die Rache, The Babymakers, Kings of Summer, 22 Jump Street, Kong: Skull Island und Jumanji: Willkommen im Dschungel.
Bekannt ist Jackson allerdings vor allem durch seine wiederkehrenden Serienauftritte. So spielte er von 2012 bis 2013 die Rolle des Jim Dunnigan in Suit Up. 2013 übernahm er die Rolle des Trevor Nelsson in Parks and Recreation, den er bis 2015 spielte und die des Kevin Cozner, den Ehemann des Police-Captains Ray Holt in Brooklyn Nine-Nine. Beide Serien wurden von Dan Goor und Michael Schur erdacht und produziert. Seit 2017 spielt er Shawn in The Good Place, eine weitere Serie Michael Schurs.
Neben seiner Schauspiel- und Bühnentätigkeit ist Jackson ein regelmäßiger Gast in Podcasts und Radioshows. Daneben trat er auch in einigen Werbespots auf, darunter für Farmers Insurance an der Seite von J. K. Simmons oder DirecTV und Coors.

## Filmografie (Auswahl)
- 2000: Garage: A Rock Saga
- 2002: One on One (Fernsehserie, Episode 2x06)
- 2003: Melvin Goes to Dinner
- 2006: Immer wieder Jim (According to Jim, Fernsehserie, Episode 5x22)
- 2006: Campaign Trail (Fernsehfilm)
- 2007: Carpoolers (Fernsehserie, Episode 1x07)
- 2007: Case Closed (Fernsehfilm)
- 2008: Reno 911! (Fernsehserie, Episode 5x08)
- 2008: The Consultants (Fernsehfilm)
- 2008–2010: Carpet Bros (Fernsehserie, 7 Episoden)
- 2009: Slammin’ Salmon – Butter bei die Fische! (The Slammin’ Salmon)
- 2009: Transformers – Die Rache (Transformers: Revenge of the Fallen)
- 2009: Super Dave’s Spike Tacular (Fernsehserie, 4 Episoden)
- 2010: Drones
- 2010: Vamped Out (Fernsehserie, Episode 1x03)
- 2010–2011: Funny or Die Presents... (Fernsehserie, 5 Episoden)
- 2011: Mash Up (Fernsehfilm)
- 2011: Psych (Fernsehserie, Episode 6x07)
- 2011, 2014: Workaholics (Fernsehserie, 2 Episoden)
- 2012: Karate-Chaoten (Kickin’ It, Fernsehserie, Episode 1x17)
- 2012: Wolfpack of Reseda (Fernsehserie, 3 Episoden)
- 2012: The Babymakers
- 2012: President Wolfman (Stimme)
- 2012: Happy Endings (Fernsehserie, Episode 3x04)
- 2012: Karaoke Man
- 2012–2013: Suit Up (Fernsehserie, 16 Episoden)
- 2012–2013: Key and Peele (Fernsehserie, 3 Episoden)
- 2013: Kings of Summer (The Kings of Summer)
- 2013: 2 Broke Girls (Fernsehserie, Episode 2x19)
- 2013: Arrested Development (Fernsehserie, Episode 4x07)
- 2013: Hello Ladies (Fernsehserie, Episode 1x02)
- 2013–2015: Parks and Recreation (Fernsehserie, 10 Episoden)
- 2014: The Spoils of Babylon (Fernsehserie, Episode 1x01)
- 2014: The Middle (Fernsehserie, Episode 5x12)
- 2014: The Rebels (Fernsehserie, Episode 1x01)
- 2014: Modern Family (Fernsehserie, Episode 5x16)
- 2014: 22 Jump Street
- 2014: Ich war’s nicht (I Didn’t Do It, Fernsehserie, Episode 1x14)
- 2014: The League (Fernsehserie, Episode 6x01)
- 2014: Masters of Sex (Fernsehserie, Episode 2x11)
- 2014: Newsreaders (Fernsehserie, Episode 2x02)
- 2014–2015: You’re the Worst (Fernsehserie, 2 Episoden)
- 2014–2021: Brooklyn Nine-Nine (Fernsehserie)
- 2015: Man Seeking Woman (Fernsehserie, Episode 1x06)
- 2015: Tenured
- 2015: The Spoils Before Dying (Miniserie, 5 Episoden)
- 2015: Bad Night
- 2015: Rizzoli & Isles (Fernsehserie, Episode 6x11)
- 2015: Black-ish (Fernsehserie, Episode 2x05)
- 2016: Mono
- 2016: Kings of Con (Fernsehserie, Episode 1x03)
- 2017: Jeff & Some Aliens (Fernsehserie, Episode 1x05, Stimme)
- 2017: Kong: Skull Island
- 2017: Detroiters (Fernsehserie, Episode 1x08)
- 2017: Wrecked – Voll abgestürzt! (Wrecked, Fernsehserie, Episode 2x06)
- 2017–2021: DuckTales (DuckTales, Fernsehserie, 12 Episoden, Stimme)
- 2017: Lass es, Larry! (Curb Your Enthusiasm, Fernsehserie, Episode 9x07)
- 2017: Jumanji: Willkommen im Dschungel (Jumanji)
- 2017–2018: GLOW (Fernsehserie, 2 Episoden)
- 2017–2020: The Good Place (Fernsehserie, 21 Episoden)
- 2018: Another Period (Fernsehserie, Episode 3x04)
- 2018: The 5th Quarter (Fernsehserie, Episode 1x05)
- 2018: My Dead Ex (Fernsehserie)
- 2018: Better Call Saul (Fernsehserie, Episode 4x04)
- 2018: Can You Ever Forgive Me?
- 2018: Get Shorty (Fernsehserie, Episode 2x08)
- 2019: Bombshell – Das Ende des Schweigens (Bombshell)
- 2020–2022: Dead to Me (Fernsehserie, 3 Episoden)
- 2020–2021: Central Park (Fernsehserie, 3 Episoden, Stimme)
- 2020–2021: Der Babysitter-Club (The Baby-Sitters Club, Fernsehserie, 10 Episoden)
- 2020–2021: American Dad (Fernsehserie, 4 Episoden, Stimme)
- 2020: The High Note
- 2021: Abenteuer ʻOhana (Finding ’Ohana)
- 2021: Queenpins
- 2022: True Story (Fernsehserie, Episode 1x05)
- 2024: The Rookie (Fernsehserie, Episode 6x01)
- 2024: Red One – Alarmstufe Weihnachten (Red One)
- 2024: Undercover im Seniorenheim (Fernsehserie, 3 Episoden)

## Privates
Jackson ist seit dem 27. April 2002 mit der Tierärztin Beth Hagenlocker verheiratet. Sie leben in Venice, einem Stadtteil von Los Angeles.
Ein Markenzeichen Jacksons ist das Tragen einer Fliege.